# Amitabha urbsinterdictensis
Amitabha urbsinterdictensis (Амітабха) — вид кілегрудих птахів, що мешкав у еоцені близько 50 млн років тому. Скам'янілі рештки були знайдені у формації Бріджер у штаті Вайомінг, США. Єдиний відомий екземпляр (голотип AMNH 30331), складається з часткового скелета, в тому числі неповної плечової кістки, лопатки, грудини і тазу.
При описі виду у 2002 році дослідники вважали, що він має родинні стосунки з куроподібними, але дослідження 2009 року показали, що він близький до пастушкових.